# Commanderie de Romestaing
La commanderie de Romestaing se trouve sur la commune de Romestaing, située dans le département de Lot-et-Garonne, en France.

## Historique

### Fondation
C'est selon toute vraisemblance fort peu de temps après la fondation de Cours que l'ordre de Saint-Jean de Jérusalem créa un établissement à Romestaing dépendant de cette circonscription.
La présence de trois témoins, Guillaume-Arnaud de Tontolon, évêque de Bazas de 1152 à 1165, Hélie de Focald, commandeur de Cours de 1160 à 1175, et Raymond de Bouglon, donateur, dans un acte de confirmation de privilèges en faveur de l'abbaye de la Sauve, en 1157, rendent vraisemblable l'année 1160, comme date de fondation.
Par contre ni le recueil des actes concernant les donations faites à la commanderie, ni les inventaires des titres et reconnaissances qui y figurent ne permettent de préciser le mode de fondation des domaines que les chevaliers ont possédés de 1160 à 1789. Toutefois le cartulaire ou charte descriptive des terres acquises par achats, engagements ou donations, fait connaître la volonté expresse des donateurs ainsi que la provenance des terres et domaines.

## Les commandeurs
La liste des commandeurs se trouve dans « Commanderie de Cours », chapitre XXIII.

## Les possessions
- 1157 : Raymond de Bouglon est témoin en faveur de l'abbaye de la Sauve.
- 1160 : date de fondation de la Commanderie de Romestaing. Domaines que les chevaliers ont possédés depuis 1160 jusqu’à 1789
- 1160 à 1175 : Guillaume-Arnaud de Tontolon, évêque de Bazas
- 1160 à 1175 : Hélie de Focald, commandeur et précepteur de Cours
- 1267 : Bertrand de Got, (futur Pape Clément V en 1305) prévôt des lieux de Coultures et de Loustrange pour l'archevêque de Bordeaux s'avisa d'élever des doutes sur la légitimité de cette possession et de vouloir s'adjuger, au nom du prélat, cette juridiction.
- Pierre d'Audiran est précepteur de Romestang
- 1279 : Vital de Caupène est nommé commandeur de Cours et de Romestaing, entier décimateur et  vicaire perpétuel.
- 1280 : l'évêque Hugues de Rochefort donna la dîme de Romestaing à un de ses archidiacres. Pour cette raison l'évêché de Bazas avait certainement des droits sur le dîmaire de la paroisse de Romestaing.
- 1283 : par collation du chevalier Bernard de La Roque, commandeur d'Argenteins, accorda à l'église de Romestaing en faveur d'Arnaud de Bineys, victum et vestitum
- 1289 : le commandeur d'Argenteins, Barrau de Graynhia, par lettres de collation et de provision en faveur de Arnaud de Bineys de l'église de Romestaing, établit qu'il aura Victum et Vestitum, dans la maison de Romestaing et outre les offrandes et les oblations de l'église, excepté le jour de Saint Christophe, les droits de mortuaire et espouille et autres droits curiaux.
- 24 mai 1289 : Edouard Ier roi d'Angleterre ratifie les acquisitions et conquêtes faites par Vital de Caupène dans les paroisses d'Auzac et d'Esquerdes. *L’hiver de l'année 1289 : il acheta à Bernard comte d'Albret sa part des dîmes de Romestaing, de sorte qu'au moment de leur chute les Templiers se trouvaient, tant au spirituel qu'au temporel, les seuls seigneurs de cette ville et de son territoire, dont héritèrent intégralement les Hospitaliers :
  - fonda autour de son donjon de Cours une bastide.
  - octroya, le mardi avant la fête de Saint Martin.
- 1305 : noble Jean de Caumont, commandeur de Cours, et Arnaud, chapelain de l'église de Cours dictent une sentence arbitrale par laquelle furent établis les droits paroissiaux dus par les habitants pour raison des dîmes, prémices, offrandes, etc. Selon cette charte, concernant les redevances et dîmes dues par les habitants, les Novales, étaient exclusivement réservées au vicaire.
- 1323 : Le différend entre le seigneur de Montpezat et les gens du roi de France, à Saint-Sardos, provoqua la guerre de Cent ans. Le frère de Philippe le Bel, le comte de Valois, l’étendit sur toute la Guyenne, affectant les finances de l’église et les templiers dans le Bazadais, entre autres.
- 1347 : Pour cette raison, le commandeur de Romestaing fit connaître à l'évêque de Bazas, Gaillard II de Latrave cette perte de revenus (spécialement à cause des haines mortelles entre les nobles et les seigneurs déclenchées par cette guerre sanglante)
- 1460 : l'évêque de Bazas et le commandeur ont conclu un accord reconnaissant qu’aucun devoir de Cours n'y celui de Romestaing  était envisageable envers l’évêque. Seulement l'annexe de Saint Loubert est tenue de lui payer une pugnère de froment et une de seigle.
- 1512 : Cela a été ratifié par le chapitre provincial de Toulouse entre Jean Boutet, chevalier, et frère Bernard Goulard, commandeur d'Argenteins selon l’écrit : « Bernard Goulard donne audit Boutet, pour raison de délaissement, la dîme et autres droits qu'il avait sur les rectories de Cours, Romestaing, Saint-Loubert, Saint Sylvestre, Auzac, les moulins de Saint-Pastour, avec la pension de deux florins d'or. »
- 21 juin 1523 : Maistre Saubat de Pommiers, conseiller du roi et président des enquestes en la Cour du Parlement de Bordeaux, ordonna par écrit la levée du don gratuit. Ce fut à Saint-Germain-en-Laye, à cotiser, asseoir et imposer pour la Cour de France, sur tous les gens d'église, clergés et bénéficiaires du royaume, servant à aider, subvenir et résister aux entreprises des ennemis et adversaires. Pour celui de l'évêché de Bazas, le commandeur de Court est imposé pour 5(?) livres et le recteur de Court et Romestaing pour 12 livres
- 1650 : Romestaing figure comme membre au procès-verbal de la visite de la Commanderie d'Argenteins.
- 1679 : à sa visite, le recteur vicaire, perpétuel, fait connaître qu'il dit deux messes chaque fête de dimanche, une à Saint-Loubert et l'autre à Romestaing et qu'il reçoit une pension de 180 livres.
- 16 avril 1708 : Le commandeur de Cours était le sieur Laborde, insinué et contrôlé à Bazas au greffe des registres ecclésiastiques. Mgr. de Gourgues, Commandeur d’Argenteins, l'évêque de Bazas ratifia cette nomination fixant les provisions appartenant à la cure de Romestaing et Saint-Lubert.
- 1708 : sieur Gautier a été nommé par M. le chevalier de Cayx, procureur de feu, son oncle commandeur jouissait en qualité de vicaire perpétuel de la commanderie de Romestaing.
- 2 juillet 1711 : Une visite générale a lieu à Romestaing, par le grand prieur de Toulouse, frère Gaspard de Pontevès-Bargène, chevalier de l'Ordre de Saint Jean de Jérusalem. Sieur Gautier, conseiller du Roi en tous ses conseils et vicaire perpétuel a déclaré que cette paroisse est annexe de Saint-Loubert et que la maison presbytérale appartient aux paroissiens. Au cours de cette visite pastorale les sieurs Jean Luflade, François Laville et Jean Barthe, furent appelés et invités à donner sur le sieur Gautier, vicaire perpétuel, renseignements sur sa conduite sacerdotale et privée.
- La paroisse de Romestaing, était une annexe de Cours et d'Argenteins, mais des fois a été indépendante, sinon annexe de Saint-Loubert, avec toujours Mazerolles pour annexe. La paroisse de Saint-Loubert a été récemment supprimée.
- 26 septembre 1759 : Les commanderies de Cours et de Romestaing furent souvent gouvernées par le même seigneur, mais toujours régies par les mêmes coutumes et traditions. Mais à cette date, pendant, la visite générale faite par Messire frère Bernard de Roquette-Buisson, grand-croix de l'ordre de Saint Jean de Jérusalem et bailly de Manesque, commandeur de Romestaing, accompagné de commissaires, visiteurs généraux, de son secrétaire et en présence du sieur Dubourg, vicaire perpétuel, a décrété que la commanderie-membre de Romestaing faisait partie de la commanderie d'Argenteins, faisant le suivant dénombrement, pendant la visite de l’église, fit son inventaire (Seigneur spirituel et temporel, il perçoit la dîme dans toute la paroisse, de toutes sortes de grains, gros et menus, du vin, des agneaux, du lin, du carnelage, à l'exception de la dîme de la filasse qui est prise par la fabrique de l'église. Il nomme à la vicairie perpétuelle tant de Romestaing que de Saint-Loubert, et le casuel ou vérolh, appartient au vicaire perpétuel).

### Donations
- Amanieu de Bouglon, donne aux chevaliers du Temple :

1. deux cents sous morlas sur le fief de Cridalauze : 100 sous pour lui et 100 sous pour le salut de l'âme de son frère Étienne
2. ainsi que sa part des moulins de Trumamoton.

- En 1160 Raymond Guilhem de Casepriounde, (case profonde) donne aux Templiers de Romestaing toute sa vigne de Casepriounde. Les chevaliers lui donnèrent par charité 50 sous morlas et 3 bœufs.
- En 1167, le jour de la Nativité du Seigneur, Raymond de Bouglon, donne, avec l’autorisation d'Amanieu son fils et Étienne et Anessant ses neveux, à Bouglon, dans la main de frère Auger et d'Hélie de Foucauld, pour la commanderie de Romestaing[2] :

1. la moitié de la dîme de Saint-Hilaire de Cavagnan,
2. les hommes et les femmes de Cridalauze,
3. les moulins de Tumamoton, avec leurs appartenances.

- Pierre, fils de Raymond de Beujac donna la vigne qu'il possédait à Casepriounde, à Hélie de Focald, précepteur de Cours.
- Amanieu de Cantiran donne la terre de Figairols, la forêt, la vigne et les hommes[3],

### Terres achetées par les Templiers
- à Arnaud de Coutures, fut payée 26 sous morlas et 6 conques, mesure de Bazas, 3 de froment et 3 de fèves.
- à Aimerie, cousine d'Arnaud de Coutures, femme d'Arnaud de Cantecorp.Elle reçut par charité 8 sous morlas et un bœuf[4]